# Milking
Il milking o mungitura del pene è una pratica sessuale, ricondotta spesso alla sfera BDSM, consistente in un massaggio prostatico praticato dal partner attraverso l'introduzione nella zona rettale dell'uomo di giocattoli sessuali o di dita.

Questa pratica sfocia nella maggior parte dei casi nell'eiaculazione che può essere provocata mediante stimolazione interna della prostata, per via anale, questo può avvenire sia in concomitanza dell'orgasmo che in sua assenza. 

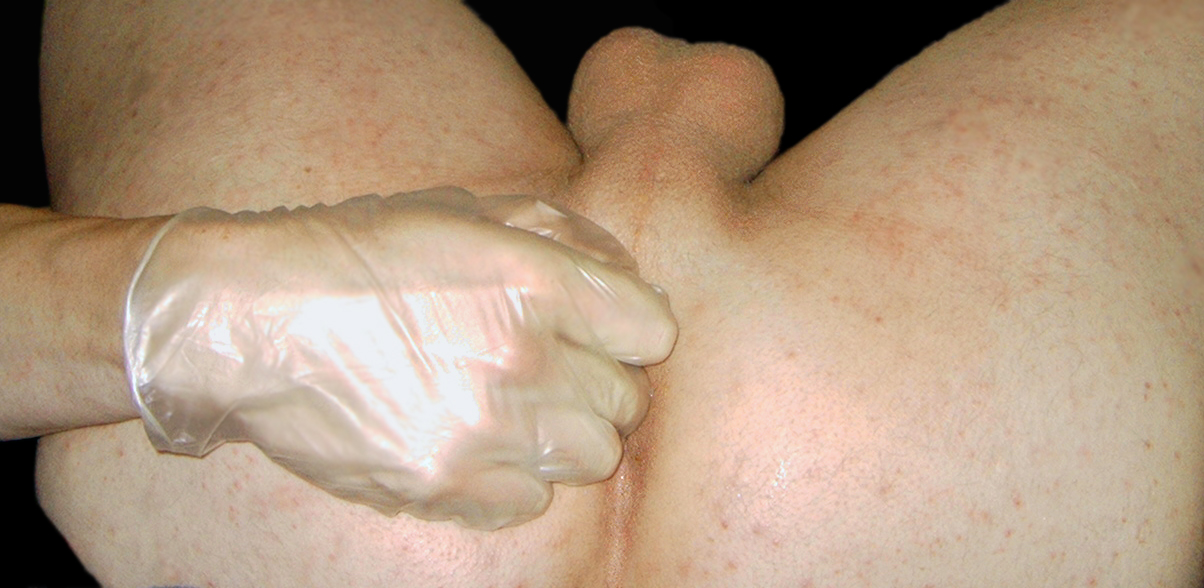
Esempio della pratica milking

Vi sono inoltre molte varianti e variabili di tale pratica che abbraccia varie modalità di attuazione ed esecuzione.